# Těmice, Hodonín
Těmice là một làng thuộc huyện Hodonín, vùng Jihomoravský, Cộng hòa Séc.